# Степанова, Анна Матвеевна
Анна Матвеевна Степанова (1816, Санкт-Петербург — 9 [21] декабря 1838, Санкт-Петербург) — российская актриса

 и певица

 (контральто) Императорских театров Российской империи, младшая сестра русской оперной певицы (сопрано) Марии Степановой.

## Биография
Анна Степанова родилась в 1816 году в городе Санкт-Петербурге в семье придворного музыканта. 

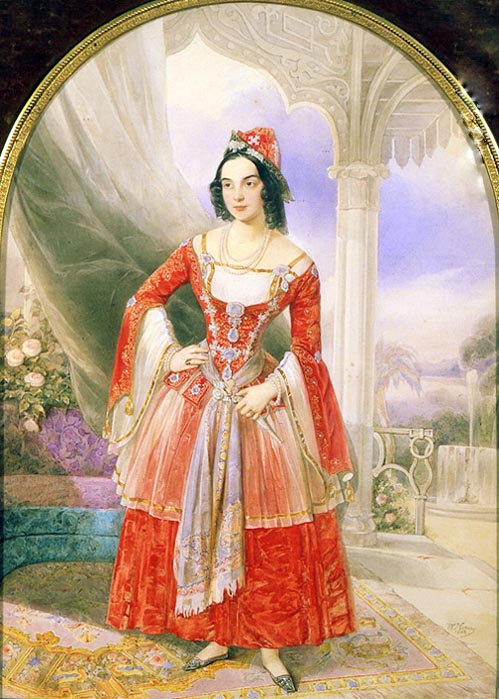
Анна Степанова
(художник В. И. Гау)

Решила пойти по стопам отца и старшей сестры и посвятить свою жизнь искусству. Окончив курс Петербургском театральном училище, она в 1837 году удачно дебютировала в опере «Бронзовый Конь», в роли Пеки (акварельный портрет С. в этой роли был сделан художником Владимиром Ивановичем Гау). 
После этого А. М. Степанова пела и играла в водевилях и в своих выступлениях она обнаружила красивый, звучный голос (контральто) и несомненный сценический талант; однако артистическая деятельность Степановой была в самом начале прервана преждевременной смертью.
Анна Матвеевна Степанова скончалась 9 (21) декабря 1838 года в родном городе от чахотки, всего 23-х лет от роду, и была погребена на Смоленском православном кладбище столицы.